# Doc Watson
Doc Watson (Deep Gap, 3 de marzo de 1923 - Winston-Salem, 29 de mayo de 2012) fue un guitarrista, cantante y compositor de música popular estadounidense. A lo largo de su vida profesional fue galardonado con siete premios Grammy además de un Grammy honorífico a toda su carrera artística en 2004 y de la Medalla Nacional de las Artes. Durante el revival folk que se produjo en los años 60, Watson fue una de las figuras más reconocidas, convirtiéndose en una referencia con su estilo de tocar la guitarra acústica, especialmente por el llamado flatpicking (con púa), aunque también destacó en el fingerpicking (con los dedos).

## Biografía
Arthel Lane Watson nació en 1923 en un pequeño pueblo de Carolina del Norte. Antes de cumplir un año de vida perdió por completo la visión a causa de una infección en los ojos. Entró en contacto con la música góspel desde niño gracias a la afición de sus padres por este género. Acudió a la The Governor Morehead School, una escuela especial para niños afectados por discapacidad visual en la ciudad de Raleigh
Al parecer, se puso el apodo Doc de forma improvisada durante una actuación en vivo en la radio, cuando el locutor le dijo que su nombre, Arthel, sonaba raro y alguien desde el público gritó "llámalo Doc" en homenaje al célebre personaje de Doctor Watson, de las historias de Sherlock Holmes de Conan Doyle.
Las primeras influencias de Watson fueron artistas de música country como The Carter Family y Jimmie Rodgers. La primera canción que aprendió a tocar en la guitarra fue When Roses Bloom in Dixieland, grabada por The Carter Family en 1930. Watson comentó en una entrevista para American Songwriter que «Jimmie Rodgers fue el primer hombre al que reivindiqué como mi favorito». A la edad de 13 años compra su primera guitarra y apenas unos meses más tarde comienza a tocar por las esquinas junto a su hermano Linny temas de The Delmore Brothers, The Louvin Brothers y The Monroe Brothers.
En 1947 Watson contrae matrimonio con Rosa Lee Carlton, hija del popular violinista Gaither Carlton y en 1949 nace su hijo Eddy Merle, llamado así en honor de las estrellas de la música country Eddy Arnold y Merle Travis. En 1953 comienza a tocar la guitarra eléctrica con una banda de country llamada Jack Williams and the Country Gentlemen, al tiempo que se gana la vida como afinador de pianos. La banda, que no tenía violinista, es requerida con frecuencia en los populares bailes square dance y Watson comienza a «puntear» las melodías del violín en su Gibson Les Paul comenzando así una técnica que trasladada a la guitarra acústica lo caracterizaría y le daría fama algunos años más tarde.
Doc Watson dominaba tanto la guitarra eléctrica como la acústica, pero en 1960, en pleno auge del revival folk, por influencia del musicólogo Ralph Rinzler, decidió dedicarse exclusivamente a la guitarra acústica y al banjo. El 11 de febrero de 1961 fue una fecha de vital importancia para la carrera musical de Watson al hacer su presentación en la escena folk de Greenwich Village; esta actuación marcaría el inicio de su etapa en solitario que le llevaría a realizar una extensa gira tocando en clubes y universidades por todo Estados Unidos.
La carrera de Watson adquirió una prominente curva ascendente tras participar en el Newport Folk Festival de 1963. Las excelentes críticas por su actuación le permitieron en 1964 publicar su álbum debut. Ese mismo año comenzó a actuar junto a su hijo Merle, quien lo acompañaría durante buena parte de su carrera musical, hasta la fatídica muerte de este en 1985.
A comienzos de la década de los 70, Watson participó en el legendario álbum de Will the Circle Be Unbroken que reunió a las más grandes figuras del bluegrass y la música country del momento, interpretando el tema de Jimmy Driftwood, Tennessee Stud. A pesar del declive del género, mantuvo alto su nivel de popularidad realizando giras internacionales. En 1974, el dúo formado por Doc y su hijo Merle se convirtió en trío al incorporar al bajista Michael Coleman. Con esta formación publicaron quince álbumes y se mantuvo activa hasta la muerte de Merle en un accidente con un tractor en la granja familiar en 1985.
En 1988 Watson promovió la fundación del MerleFest, un festival de música tradicional que se celebra anualmente en honor a su hijo en el campus del Wilkes Community College en la localidad de Wilkesboro (Carolina del Norte). Desde su fundación atrae a una gran multitud de público, lo que lo convierte en uno de los festivales de música más grandes de los Estados Unidos. 
En los años posteriores a la muerte de su hijo, Watson redujo su agenda de actuaciones, y unos años más tarde comenzó a actuar junto a su nieto Richard (hijo de Merle). Watson es considerado una auténtica leyenda de la música popular estadounidense, con un conocimiento enciclopédico de los sonidos tradicionales que van desde el folk al country pasando por el bluegrass, el blues y el góspel. A ello unía una excelente técnica de guitarra, basada en el estilo fingerpicking, y una distintiva voz de barítono profunda como las raíces de la música que interpretaba. De carácter afable, su humildad e ingenio era aplaudida tanto como su música.
Doc Watson falleció el 29 de mayo de 2012 en Winston-Salem (Carolina del Norte) a la edad de 89 años, pocos días después de someterse a una operación en el vientre.

## Premios y reconocimientos

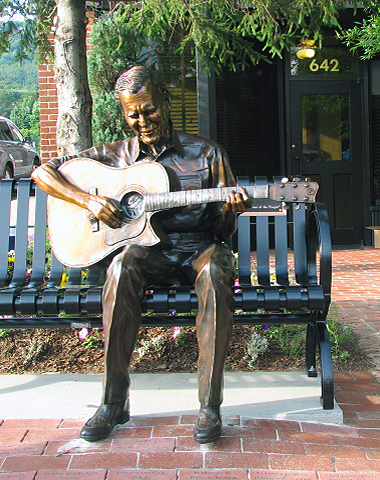
Escultura de Doc Watson en Boone (Carolina del Norte).

A lo largo de su vida profesional, Watson fue galardonado con siete premios Grammy además de un Grammy honorífico a toda su carrera artística en 2004. En 1997 recibió la Medalla Nacional de las Artes de manos del presidente de Estados Unidos Bill Clinton. En 2000 ingresó en el Salón de la fama del Bluegrass en Owensboro (Kentucky) y en 2010 en el Salón de la fama de Carolina del Norte.

### Premios Grammy
- 1973: Premio Grammy a la mejor grabación folk de música étnica o tradicional: Doc Watson por Then And Now
- 1974: Premio Grammy a la mejor grabación folk de música étnica o tradicional: Merle Watson & Doc Watson por Two Days in November
- 1979: Premio Grammy a la mejor interpretación instrumental country: Doc Watson & Merle Watson por Big Sandy/Leather Britches
- 1986: Premio Grammy al mejor álbum de folk tradicional: Doc Watson por Riding The Midnight Train
- 1990: Premio Grammy al mejor álbum de folk tradicional: Doc Watson por On Praying Ground
- 2002: Premio Grammy al mejor álbum de folk tradicional: Doc Watson & David Holt por Legacy
- 2004: Premio Grammy a la carrera artística
- 2006: Premio Grammy a la mejor interpretación instrumental country: Bryan Sutton & Doc Watson por Whiskey Before Breakfast

## Discografía

### Álbumes de estudio y en directo
- 1964: Doc Watson
- 1964: Treasures Untold (álbum en directo)
- 1965: Doc Watson & Son
- 1966: Southbound
- 1966: Home Again!
- 1967: Ballads From Deep Gap
- 1968: Doc Watson in Nashville: Good Deal!
- 1971: Doc Watson on Stage (álbum en directo)
- 1972: The Elementary Doctor Watson!
- 1973: Then and Now
- 1974: Two Days in November
- 1975: Memories
- 1976: Doc and the Boys
- 1977: Lonesome Road
- 1977: Tradition (álbum en directo)
- 1978: Look Away!
- 1979: Live and Pickin' (álbum en directo)
- 1981: Red Rocking Chair
- 1983: Doc and Merle Watson's Guitar Album
- 1984: Down South
- 1985: Pickin' the Blues
- 1986: Riding the Midnight Train
- 1987: Portrait
- 1990: On Praying Ground
- 1990: Songs for Little Pickers (álbum en directo)
- 1990: The Doc Watson Family
- 1991: My Dear Old Southern Home
- 1992: Remembering Merle
- 1994: Songs from the Southern Mountains (álbum en directo)
- 1995: Docabilly]]
- 1999: Third Generation Blues
- 2002: Legacy
- 2002: Round the Table Again (álbum en directo)

### Álbumes recopilatorios
- 1973: The Best of Doc Watson
- 1973: The Essential Doc Watson
- 1973: The Essential Doc Watson
- 1994: Original Folkways Recordings: 1960-1962
- 1995: The Vanguard Years
- 1996: Watson Country
- 1996: Then and Now / Two Days in November
- 1997: Elementary Doctor Watson! / Then and Now]]
- 1998: Home Sweet Home
- 1999: The Best of Doc Watson: 1964-1968
- 2000: Foundation: Doc Watson Guitar Instrumental Collection, 1964-1998
- 2001: Doc Watson at Gerdes Folk City (álbum en directo)
- 2002: Then and Now/Two Days in November
- 2002: 14 Fabulous Tracks
- 2002: Lonesome Road / Look Away!
- 2002: Songs from Home
- 2003: Trouble in Mind: Doc Watson Country Blues Collection
- 2003: Doc and the Boys / Live and Pickin'
- 2003: Tennessee Stud
- 2004: Sittin' Here Pickin' the Blues
- 2006: Black Mountain Rag
- 2007: Vanguard Visionaries
- 2008: Americana Master Series: Best of Doc Watson
- 2013: The Definitive Doc Watson